# Beijing Yintai Centre
Beijing Yintai Centre (北京银泰中心; Běijīng Yíntài zhōngxīn) är ett komplex av tre skyskrapor i Peking i Kina. Beijing Yintai Centre ligger i östra Peking i södra delen av Guomao längs östra  tredje ringvägen i Pekings centrala finansdistrikt. 
Beijing Yintai Centre upptar totalt 360 000 m2 och består av den 250 m höga Beijing Yintai Center – Tower 2 som flankeras symmetriskt av två 186 m höga byggnader placerade i form av det kinesiska tecknet 品; pǐn som i detta sammanhang betyder 'kvalitet'. Beijing Yintai Center – Tower 2 är den högsta skyskrapan utmed Changanavenyn.
I Beijing Yintai Centre finns bland annat hotellet Park Hyatt.

## Höjdranking (maj 2021)[1]
nr. 511 högst i världen

nr. 319 högst i Asien

nr. 7 högst i Peking

## Galleri

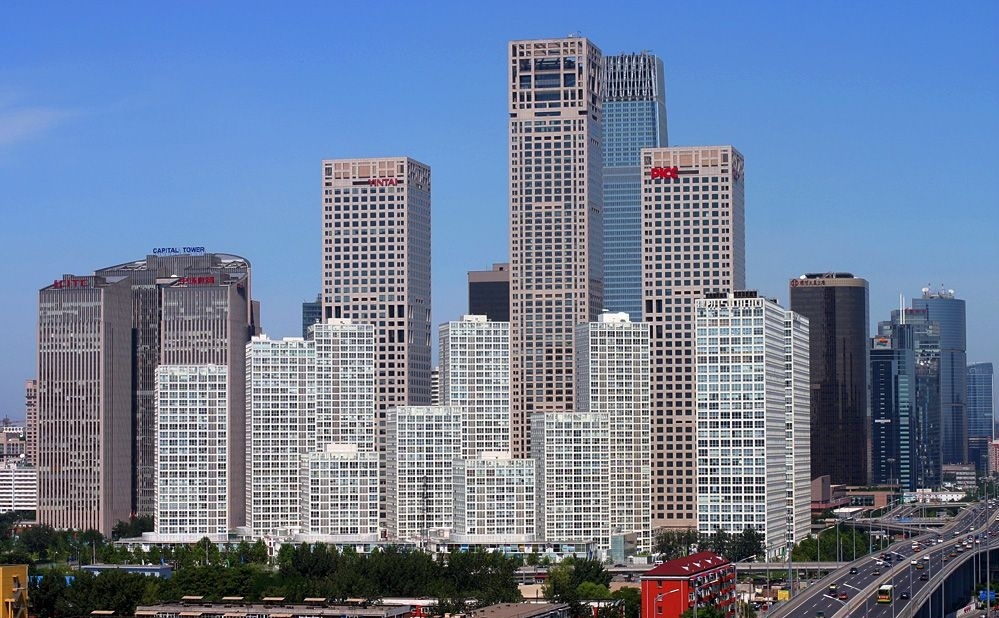
Beijing Yintai Centre (augusti 2008)
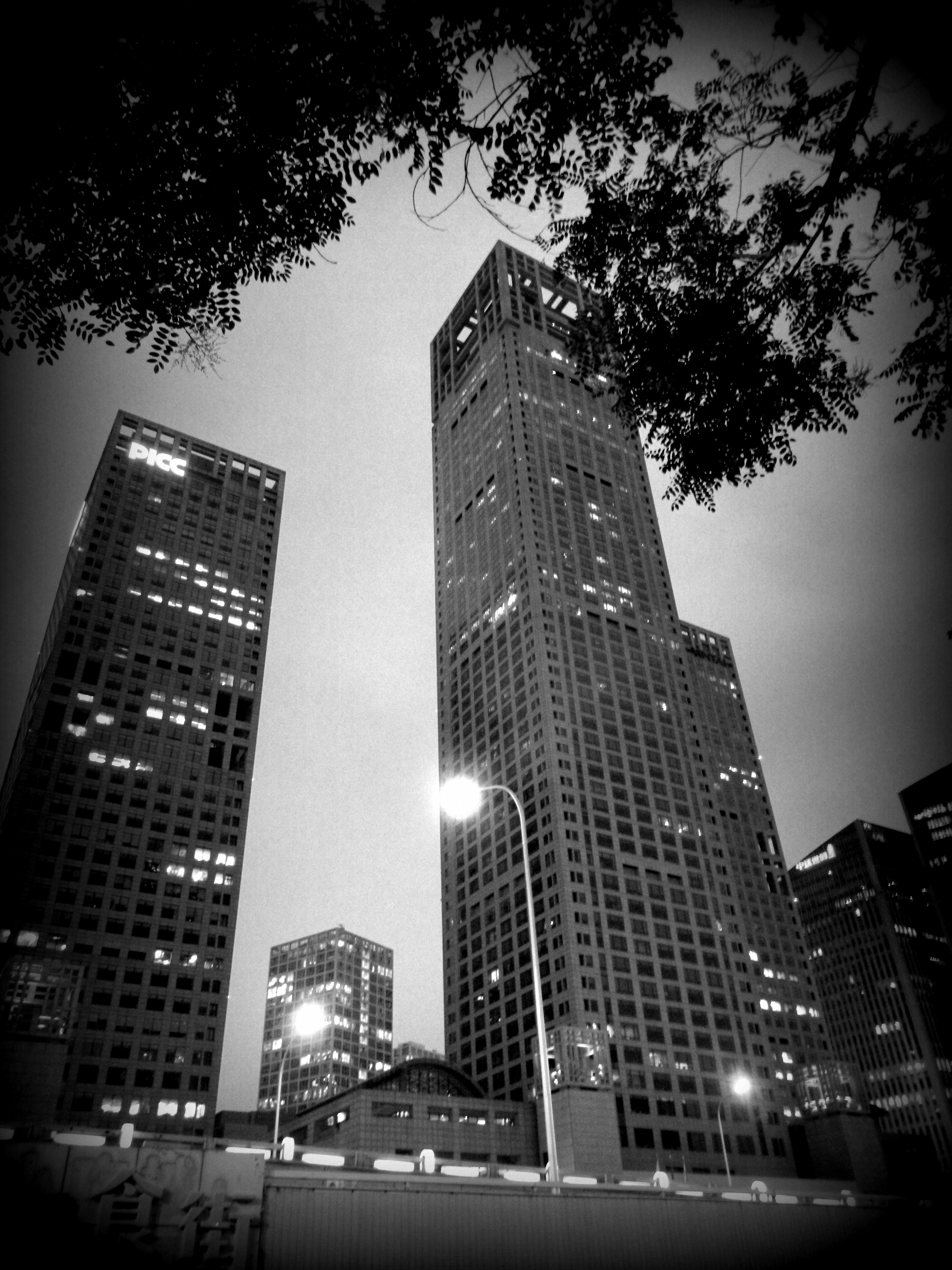
Beijing Yintai Centre (juli 2012)